# Chirixalus palpebralis
Chirixalus palpebralis és una espècie d'amfibi que viu al Vietnam i la Xina. Aquesta espècie s'inclou de vegades en el gènere Philautus.

## Distribució geogràfica
S'ha identificat aquesta espècie a Hekou i Pingbian a Yunnan, Xina. A Tam Dao al nord del Vietnam, i a les zones altes de l'altiplà Lang Bian del sud del Vietnam. S'ha registrat des del nivell del mar 700-2.000 m. Aquesta espècie es coneix en piscines i àrees riberenques pantanoses del bosc, tot i que l'hàbitat no reproductiva és poc coneguda. Els ous es posen individualment en tiges de plantes fora de l'aigua.

## Amenaces
Està amenaçada d'extinció per la pèrdua del seu hàbitat natural, ja que la seva àrea d'ocupació no és molt més gran que 2.000 km². La seva distribució es troba molt fragmentada. Les principals amenaces per aquesta espècie són la degradació forestal i la contaminació de l'aigua derivada de les activitats agrícoles.